# Living Desert Zoo and Gardens State Park
Living Desert Zoo and Gardens State Park (anteriormente conocido como Living Desert Zoological and Botanical State Park) es un jardín botánico zoológico e invernadero de 1500 acres (600 hectáreas) de extensión, que se encuentra en Carlsbad, Nuevo México. 
Está administrado por la «New Mexico State Parks Division» 
El parque tiene la acreditación de membresía de la Association of Zoos and Aquariums (AZA) desde el 2002.

## Localización
El jardín botánico se encuentra en la proximidad de la "U.S. Route 285" en la frontera norte de Carlsbad, a una altitud de 3,200 pies (980 m) dominando las "Ocotillo Hills" con vistas a la ciudad y al río Pecos.
Living Desert Zoo and Gardens State Park, U.S. Route 285, Carlsbad, Eddy county, Nuevo México NM 88220-88221 United States of America-Estados Unidos de América
Planos y vistas satelitales.32°26′30″N 104°16′39″O / 32.44167, -104.27750
Está abierto todos los días de la semana durante las horas de oficina a excepción del día de acción de gracias, Navidad y Año Nuevo; se cobra una entrada.

## Historia
Fue creado en 1967 y accedió a la membresía de la Association of Zoos and Aquariums (AZA) desde el 2002.
Exhiben las plantas y animales de la Desierto de Chihuahua en sus hábitat nativos. 

## Colecciones
Los jardines al aire libre enfatizan en plantas de los desiertos, otras colecciones incluyen:
El zoológico cuenta con más de cuarenta especies de animales nativos, incluyendo berrendo, tejón, bisonte, lince americano, ciervo mulo, uapití de las Montañas Rocosas, zorros, puma, perro de la pradera, reptiles monstruo de Gila, catorce especies de serpientes, y lobos grises mexicanos. 
Un aviario contiene especímenes de águila real, halcón, búho, un correcaminos, pájaros cantores, y pavos salvajes. 
Los jardines cuentan con un invernadero y cientos de cactus y plantas suculentas de todo el mundo, incluyendo acacia, agave, pequeño cactus barril, cholla, ocotillo, tunas, saguaro, sotol ( Dasylirion wheeleri ), y yuca.
Hay 1.3 millas (2.1 km) de senderos autoguiados que nos llevan a través de las dunas de arena,  arroyos y bosquetes de pinos piñoneros / enebros.